# Deputy (serial telewizyjny)
Deputy – amerykański serial telewizyjny (dramat kryminalny) wyprodukowany przez  Carcharodon Films, Cedar Park Entertainment, Entertainment One, Fox Entertainment oraz XOF Productions, którego twórcą jest Will Beall. Serial był emitowany od 2 października 2019 roku do 22 lutego 2020 roku przez FOX.
Serial opowiada o Billu Hollisterze, który zostaje szeryfem hrabstwa Los Angeles.

## Obsada

### Główna
- Stephen Dorff jako Bill Hollister[2]
- Yara Martinez jako Paula Reyes[3]
- Brian Van Holt jako Cade Ward[3]
- Bex Taylor-Klaus jako Brianna Bishop[4]
- Siena Goines jako Rachel Delgado[5]
- Shane Paul McGhie jako Joseph Harris[5]
- Mark Moses jako Jerry London
- Danielle Moné Truitt jako Charlie Minnick

### Role drugoplanowe
- Natalia Cigliuti jako Teresa Ward
- Valeria Jauregui jako Maggie Hollister
- Danny Soto jako Bobby Perez
- Gianna Gallegos jako Camilla
- Sarah Minnich jako Sara Book
- Josh Helman jako Carte
- Jenny Gago jako Anjelica Reyes,

## Odcinki
| #  | Tytuł                  | Reżyseria          | Scenariusz                               | Premiera w FOX   |
| -- | ---------------------- | ------------------ | ---------------------------------------- | ---------------- |
| 1  | Graduation Day         | David Ayer         | Will Beall                               | 2 stycznia 2020  |
| 2  | 10-8 Outlaws           | David Ayer         | Kimberly Ann Harrison                    | 9 stycznia 2020  |
| 3  | 10-8 Deputy Down       | Chris Grismer      | John Coveny                              | 16 stycznia 2020 |
| 4  | 10-8 Firestone         | Milan Cheylov      | Atticus East, Clay Senechal, John Coveny | 23 stycznia 2020 |
| 5  | 10-8 Black & Blue      | Chris Grismer      | Kimberly Ann Harrison, Gregory Yeoman    | 30 stycznia 2020 |
| 6  | 10-8 Do No Harm        | Rachel Leiterman   | Rick Dunkle                              | 6 lutego 2020    |
| 7  | 10-8 Search and Rescue | Toa Fraser         | Ian McCulloch                            | 13 lutego 2020   |
| 8  | 10-8 Selfless          | Peter Leto         | Clay Senechal                            | 20 lutego 2020   |
| 9  | 10-8 Entitlements      | Laura Belsey       | Kimberly Ann Harrison, Rick Dunkle       | 27 lutego 2020   |
| 10 | 10-8 School Ties       | Carol Banker       | Ian McCulloch, William L. Rotko          | 5 marca 2020     |
| 11 | 10-8 Paperwork         | Ben Hernandez Bray | Clay Senechal, Bruce Zimmerman           | 12 marca 2020    |
| 12 | 10-8 Agency            | Chris Grismer      | Rick Dunkle, Ruth Ferrera                | 19 marca 2020    |
| 13 | 10-8 Bulletproof       | Chris Grismer      | Kimberly Ann Harrison                    | 26 marca 2020    |

## Produkcja
W lutym 2019 roku ogłoszono, że główną rolę w serialu otrzymał Stephen Dorff W kolejnym miesiącu poinformowano, że Bex Taylor-Klaus, Yara Martinez, Brian Van Holt, Siena Goines, Shane Paul McGhie dołączyli do obsady serialu.
14 maja 2019 roku stacja FOX ogłosiła, zamówienie pierwszego sezonu dramatu, który zadebiutuje w sezonie telewizyjnym 2019/2020.
Na początku kwietnia 2020 roku stacja FOX poinformowała o skasowaniu serii i zakończeniu jej na pierwszym sezonie.